# 一の瀬玲奈
一の瀬 玲奈（いちのせ れな、1952年6月26日 - ）は、日本の元女優。広島県出身。本名は柳沢陽子。旧芸名は柳沢紀子、一ノ瀬麗奈、一ノ瀬玲奈、一の瀬レナ、一ノ瀬レナ。
1978年当時は東映俳優センターに所属。

## 来歴・人物
1971年夏に東映東京撮影所から「フレッシュガール」としてデビュー。
1973年当時公表されていたサイズは、身長162cm、B85cm、W60cm、H89cm。

## 出演作品

### 映画
- 不良番長（1971年、東映）
  - 不良番長 やらずぶったくり - みどり
  - 不良番長 突撃一番 - ユカリ
- 女番長ブルース 牝蜂の逆襲（1971年、東映） - おさせのサセ子
- 悪の親衛隊（1971年、東映） - 洋子
- ポルノの帝王（1971年、東映） - 並木好子
- 狼やくざ 殺しは俺がやる（1972年、東映） - 女
- 喜劇 セックス攻防戦（1972年、東映） - 咲子
- 夜のならず者（1972年、東映） - 哲子
- 銀蝶渡り鳥（1972年、東映） - 女囚
- 恐怖女子高校 女暴力教室（1972年、東映） - 久保田弘子
- エロ将軍と二十一人の愛妾（1972年、東映） - お加代
- 女番長（1973年、東映） - カズミ
- ポルノ時代劇 忘八武士道（1973年、東映） - お時
- 不良姐御伝 猪の鹿お蝶（1973年、東映） - 英吉利お小夜
- 恐怖女子高校 暴行リンチ教室（1973年、東映） - 不破由美
- 女番長 感化院脱走（1973年、東映） - ジュン
- やくざ対Gメン 囮（1973年、東映） - 杉本マリ
- やさぐれ姐御伝 総括リンチ（1973年、東映） - 丸子
- 恐怖女子高校 不良悶絶グループ（1973年、東映） - 奈良吹子
- まむしの兄弟 恐喝三億円（1973年、東映） - まゆみ
- 女番長 タイマン勝負（1974年、東映） - 太田節子
- 極道社長（1975年、東映） - 洋子
- 新仁義なき戦い 組長の首（1975年、東映） - 露子

### テレビドラマ
- プレイガールシリーズ（12ch・東映）
  - プレイガール
  - 第185話「女は全裸で勝負する」（1972年） - ミサ
  - 第192話「裸の女に手を出すな」（1972年） - 沙知子
  - 第261話「トルコ風呂殺人事件」（1974年） - アケミ
  - 第264話「女は濡れ場で勝負する」（1974年） - のり
  - 第269話「必殺! 空手やわ肌拳法」（1974年） - 国頭レナ
  - プレイガールQ
    - 第10話「おんな風呂殺人事件」 (1974年)　- 北川晴美
    - 第21話「ミステリー桜島に消えた男」（1975)　- 信代
    - 第29話「南国恐妻ピンク旅行」（1975年)　- 西山ルミ
- 必殺シリーズ（1974年、ABC・松竹）
  - 助け人走る 第29話「地獄大搾取」 - はな
  - 暗闇仕留人 第10話「地獄にて候」 - 春香尼
- ザ・ボディガード 第15話「私は漂泊の女」（1974年、NET・東映）
- ご存知遠山の金さん 第51話「天馬のいななき」（1974年、NET・東映） - おたか
- 特別機動捜査隊（NET・東映）
  - 第684話「十津川絶唱」（1974年） - 志村節子
  - 第693話 「情熱の海」（1975年） - 典子
  - 第749話「女ごころの謎」（1976年） - 千代
  - 第762話「若き十七歳哀歌」（1976年）～ 第800話「あゝ夫婦」（1977年） - 三船班・戸川刑事
- 正義のシンボル コンドールマン（1975年、NET・東映）
  - 第1・5・9 - 12話 - レオナ高倉 / ゲムスラー
  - 第5 - 9話 - ルイザ高倉 / レッドバットン
- 非情のライセンス （NET / 東映）
  - 第2シリーズ　第49話「兇悪の射殺命令」（1975年） - 戸沢由香
  - 第2シリーズ　第63話「兇悪のデザイン」（1975年） - 塩沢正子
- Gメン'75　第167話「交通違反者の復讐」（1978年）−梶原春江巡査（淀橋署交通課）※一ノ瀬麗奈名義
- 銭形平次 第682話「ずっこけ三人旅」（1979年、CX・東映）※柳沢紀子名義
- 遠山の金さん 第2シリーズ 第26話「幸せにまっしぐら」（1979年、ANB / 東映） - お杉 ※柳沢紀子名義
- 大捜査線（1980年、CX・ユニオン映画）※柳沢紀子名義
- 新五捕物帳（NTV・ユニオン映画）※柳沢紀子名義
  - 第105話「津軽三味線父子鳥」（1980年）
  - 第122話「人情祭り囃子」（1980年）
  - 第148話「おふじという女」（1981年）
- 特捜最前線 （ANB・東映）
  - 第209話「三千万を拾った刑事!」（1981年） - 前川礼子※柳沢紀子名義
  - 第415話「広域指定117号の女!」（1985年）
- 幻之介世直し帖 第20話「ここが思案の敵討ち」（1981年、NTV・国際放映）
- 同心暁蘭之介 第33話「女賊が泣いた大川端」（1982年、CX）※柳沢紀子名義
- 影の軍団III 第15話「拾った女は夜を恐れる!」（1982年、KTV・東映）
- 斬り捨て御免! PART3 第6話「暗闇目付が仕掛けた必殺罠」（1982年、TX・歌舞伎座テレビ）
- 眠狂四郎円月殺法 第3話「みだれ肌からくり女妖剣 -戸塚の巻-」（1982年、TX）
- ザ・サスペンス 「熊さんの警察手帳」（1984年5月12日、TBS）
- 金曜女のドラマスペシャル「青葉城恋歌殺人事件」（1987年9月18日、CX）
- ドラマ女の四季・妻の家出（1987年、TX）
- 土曜ワイド劇場 辻真先の婚約旅行殺人事件シリーズ 第4作「能登半島婚約旅行殺人事件」（1988年3月26日、ANB）

etc